# 界外狂潮
《界外狂潮》是一款由网易雷火工作室开发，由网易（杭州）网络有限公司运营的第一人称射击游戏，该游戏在台湾由艾肯娛樂代理。
该游戏的PC版于2025年3月7日正式公测，而该游戏的PS5版与Xbox Series X/S版则因该游戏的开发团队在测试中遇到“优化和适配方面的意外技术挑战”而延期。
在《界外狂潮》中，玩家可以从一些碎片卡中进行选择，并构建卡组。而碎片卡不但能赋予玩家各种能力，还能改变战斗规则。

## 電競賽事

### 《FragPunk 界外狂潮》首屆國際邀請賽
於2025年6月5日至6月7日在中國杭州登場，賽事匯聚來自全球七大賽區（德國、中國、俄羅斯、北美、台港澳、巴西、法國）的 8 支頂尖戰隊，展開為期三天的激烈角逐。
最終由中國賽區戰隊 imag1natoR（1MR）以3:0 完勝巴西賽區 Work In Silence（WS）奪下總冠軍，而台港澳代表隊伍 Solo Leveling 則位居殿軍。